# شغنان
شغنان (به لاتین: Shighnan) یک منطقهٔ مسکونی تاریخی است که در ولایت بدخشان در کوههای شمال شرق افغانستان و نیز ناحیه‌ای در ولایت خودمختار بدخشان کوهستانی در تاجیکستان واقع شده است. شغنان ۲۴٬۰۰۰ نفر جمعیت دارد. مرکز اداری ولسوالی شغنان افغانستان قلعه برپنجه نام دارد. مرکز اداری ناحیه شغنان تاجیکستان خاروغ نام دارد.
روشان افغان (روشان نیز یک ولسوالی جداگانه در تاجیکستان است) تحت حاکمیت اداری ولسوالی شغنان قرار می‌گیرد و از آن به عنوان ناحیه فرعی روشان (یعنی روشان علاقادری) یاد می‌شود. در ولسوالی شغنان افغانستان حدود ده روستای بزرگ و بسیار کوچکتر وجود دارد. این روستاها شامل از جنوب به شمال، درمرخت، ویود، ویرودج، بشور، ووزپیدرود، ذیشهر، شیدوود و تسغنود است. توجه نام دهکده‌ها همانطور که در زبان محلی ظاهر می‌شود داده می‌شود. جمعیت ولسوالی افغان در مجموع حدود ۲۴۰۰۰ تن می‌باشد. برخی از روستاهای بزرگ در سمت تاجیکستان شغنان شامل از جنوب به شمال، درمرخت، پورشنف، بونی، سوخچارو و رشت قلعه هستند.
مردم ساکن در ولسوالی شغنان، چه در سمت تاجیکستان و چه در سمت افغانستان، به زبان خود به نام شوغنی (خغنانی) صحبت می‌کنند.

## آب و هوا
شغنان دارای آب و هوای قاره‌ای مرطوب (سامانه طبقه‌بندی اقلیمی کوپن) با تابستان‌های خشک، معتدل و زمستان‌های سرد و برفی است. در شغنان میانگین سالانه دما ۳.۶ درجه سانتی گراد (۳۸.۵ درجه فارنهایت) است. میزان بارش سالانه در حدود ۷۸۲ میلی متر (۳۰.۷۹ اینچ) است.

## جمعیت شناسی
پامیری‌ها مانند شوغنی‌ها قومیت اصلی منطقه هستند. زبان‌های پامیری عمدتاً زبان شغنانی در آنجا صحبت می‌شود.